# Diarios de motocicleta
Diarios de motocicleta és una pel·lícula brasilera, xilena, estatunidenca, peruana i argentina dirigida per Walter Salles i estrenada el 2004, basada en els llibres d'Ernesto «che» Guevara i d'Alberto Granado que explica el viatge a través d'Amèrica del Sud que els dos homes van fer el 1952 i que, al fil de les trobades efectuades i de les injustícies socials i de la misèria de la qual són testimonis, han transformat radicalment Che Guevara. La pel·lícula ha estat favorablement acollida pel públic i la crítica i s'ha emportat nombrosos premis, entre els quals l'Oscar a la millor cançó original i dos BAFTA.

## Argument
La pel·lícula ens presenta una etapa poc coneguda de la vida de Che Guevara: el seu periple a través d'Amèrica del Sud el 1952 amb el seu amic Alberto Granado. Alberto, bioquímic de gairebé 30 anys, i Ernesto, de 23, aviat diplomat en medicina, surten de Buenos Aires per a un llarg periple que els farà travessar l'Argentina, Xile, el Perú, Colòmbia i arribar a Caracas en 9 mesos. Van en una vella moto (una Norton de 500 cm³) anomenada «La Vigorosa».
Però la moto diu prou bastant aviat. I des de Xile, estan obligats a continuar a peu. Descobreixen un continent on els indis han estat expulsats de les seves terres i on la lepra fa estralls. Al fil de les trobades que faran, s'adonaran de la injustícia que experimenten aquests pobles i transformen una simple aventura en el despertar del seu esperit social. Volen arribar al final del seu viatge a temps de celebrar el trentè aniversari d'Alberto.

## Repartiment
- Gael García Bernal: Ernesto Guevara
- Rodrigo de la Serna: Alberto Granado
- Mercedes Morán: Celia de la Serna
- Mia Maestro: Chichina Ferreyra
- Jaime Azócar: el regidor de la mina
- Facundo Espinosa: Tomas Granado
- Jorge Chiarella: Dr. Bresciani

## Producció
Per tal d'impregnar-se el millor possible del seu paper, Gael García Bernal s'ha preparat durant sis mesos, llegint les biografies de Che Guevara, anant a Cuba per discutir amb la seva família i amb Alberto Granado Adopta igualment l'accent argentí i llegeix les obres de José Martí, Karl Marx i Pablo Neruda (el poeta preferit del Che). Bernal comenta sobre aquesta preparació intensiva:
| « | Em sento investit d'una gran responsabilitat. Vull interpretar el meu paper el millor possible sobre la base del que Che Guevara representa en el món sencer. Era un romàntic que tenia una consciència política que ha canviat Amèrica Llatina | » |

El rodatge es desenvolupa a través de tota Amèrica del Sud, a l'Argentina (Buenos Aires, Miramar, San Martín de Los Andes i llac Nahuel Huapi), a Xile (Temuco, Los Angeles, Valparaíso, Chuquicamata i desert d'Atacama), al Perú (Cusco, Machu Picchu, Lima, leproseria de San Pablo), així com a Leticia, a Colòmbia, i a Caracas, a Veneçuela.

## Acollida
La pel·lícula és presentada per primera vegada al públic el 2004 en el festival de Cinema de Sundance, on rep una standing ovation Aconsegueix un important èxit comercial per a una pel·lícula sud-americana, portant 57-663.224 dòlars al box-office mundial (dels quals 16.781.387 als Estats Units i al Canadà)
Ha estat ben rebuda per la crítica, recollint un 84% de crítiques positives, amb una nota mitjana de 7,5/10 i sobre 154 crítiques recollides, en el portal internet Rotten Tomatoes
Aconsegueix un resultat de 75/100, sobre la base de 37 crítics, a Metacritic

## Premis i nominacions

### Premis[7]
- 2004. Festival Internacional de Cinema de Sant Sebastià - Premi del públic
- 2004. Premi del públic al Festival internacional de la cinema de Noruega
- 2005. Oscar a la millor cançó original per Jorge Drexler amb "Al otro lado del río"
- 2005. BAFTA a la millor pel·lícula
- 2005. BAFTA a la millor música per Gustavo Santaolalla
- 2005. Goya al millor guió adaptat per José Rivera

### Nominacions
- 2004. Premis del Cinema Europeu a la millor pel·lícula no europea
- 2004. Palma d'Or
- 2005. Oscar al millor guió adaptat per José Rivera
- 2005. Globus d'Or a la millor pel·lícula estrangera
- 2005. BAFTA a la millor pel·lícula
- 2005. BAFTA al millor actor per Gael García Bernal
- 2005. BAFTA al millor actor secundari per Rodrigo de la Serna
- 2005. BAFTA al millor guió per José Rivera
- 2005. BAFTA a la millor fotografia per Eric Gautier
- 2005. César a la millor pel·lícula estrangera